# Rumänische Snooker-Meisterschaft 2014
Die Rumänische Snooker-Meisterschaft 2014 war eine Serie von Snookerturnieren, die zwischen dem 10. Januar 2014 und dem 7. Dezember 2014 in Rumänien stattfanden.
Rumänischer Meister wurde Titelverteidiger Andrei Orzan, der vier der zehn Turniere gewann. Mihai Vladu belegte den zweiten Platz, Rares Sinca den dritten Platz.

## Modus
Gespielt wurden zehn im K.-o.-System ausgetragene Turniere, bei denen die 24 teilnehmenden Spieler entsprechend ihrer Platzierung Ranglistenpunkte erhielten.
|               | Punkte |
| ------------- | ------ |
| Sieger        | 300    |
| Finalist      | 220    |
| Halbfinale    | 160    |
| Viertelfinale | 110    |
| Achtelfinale  | 70     |
| Erste Runde   | 40     |

## Turnierübersicht
|    | Sieger       | Ergebnis | Finalist          | Halbfinalisten    |        |
| -- | ------------ | -------- | ----------------- | ----------------- | ------ |
| 1  | Andrei Orzan | 6:2      | Sorin Craciun     | Paul Croitoru     | [ 3 ]  |
| 1  | Andrei Orzan | 6:2      | Sorin Craciun     | Szilard Szathmary | [ 3 ]  |
| 2  | Mihai Vladu  | 6:5      | Andrei Orzan      | Paul Croitoru     | [ 4 ]  |
| 2  | Mihai Vladu  | 6:5      | Andrei Orzan      | Szilard Szathmary | [ 4 ]  |
| 3  | Rares Sinca  | 6:2      | Mihai Vladu       | Sorin Craciun     | [ 5 ]  |
| 3  | Rares Sinca  | 6:2      | Mihai Vladu       | Paul Croitoru     | [ 5 ]  |
| 4  | Andrei Orzan | 6:2      | Rares Sinca       | Mario Amza        | [ 6 ]  |
| 4  | Andrei Orzan | 6:2      | Rares Sinca       | Mihai Vladu       | [ 6 ]  |
| 5  | Andrei Orzan | 6:3      | Szilard Szathmary | Paul Croitoru     | [ 7 ]  |
| 5  | Andrei Orzan | 6:3      | Szilard Szathmary | Sorin Craciun     | [ 7 ]  |
| 6  | Ivan Redak   | 6:3      | Babken Melkonyan  | Tiberiu Teodoru   | [ 8 ]  |
| 6  | Ivan Redak   | 6:3      | Babken Melkonyan  | Mihai Vladu       | [ 8 ]  |
| 7  | Mario Amza   | 6:2      | Radu Vilau        | Ivan Redak        | [ 9 ]  |
| 7  | Mario Amza   | 6:2      | Radu Vilau        | Mihai Vladu       | [ 9 ]  |
| 8  | Mihai Vladu  | 6:4      | Andrei Orzan      | Mario Amza        | [ 10 ] |
| 8  | Mihai Vladu  | 6:4      | Andrei Orzan      | Radu Vilau        | [ 10 ] |
| 9  | Rares Sinca  | 6:5      | Paul Croitoru     | Andrei Orzan      | [ 11 ] |
| 9  | Rares Sinca  | 6:5      | Paul Croitoru     | Mario Amza        | [ 11 ] |
| 10 | Andrei Orzan | 6:0      | Mario Amza        | Sorin Craciun     | [ 12 ] |
| 10 | Andrei Orzan | 6:0      | Mario Amza        | Mihai Vladu       | [ 12 ] |

## Abschlusstabelle
| Platz | Spieler           | Punkte |
| ----- | ----------------- | ------ |
| 1     | Andrei Orzan      | 2050   |
| 2     | Mihai Vladu       | 1720   |
| 3     | Rares Sinca       | 1400   |
| 4     | Paul Croitoru     | 1370   |
| 5     | Mario Amza        | 1280   |
| 6     | Sorin Craciun     | 1200   |
| 7     | Ivan Redak        | 1080   |
| 8     | Radu Vilau        | 860    |
| 9     | Alexandru Oprisor | 800    |
| 10    | Szilard Szathmary | 790    |
| 11    | Daniel Bontea     | 790    |
| 12    | Marcel Bera       | 760    |
| 13    | Cristian Chircu   | 720    |
| 14    | Mihai Mesesan     | 690    |
| 15    | Valentin Militaru | 630    |
| 16    | Tiberiu Teodoru   | 600    |
| 17    | Razvan Tomita     | 490    |
| 18    | Florentin Ciobanu | 490    |
| 19    | Cosmin Constantin | 480    |
| 20    | Narcis Sofrone    | 420    |
| 21    | Laurentiu Banescu | 410    |
| 22    | Babken Melkonyan  | 400    |
| 23    | Radu Astefanoaie  | 380    |
| 24    | Toma Marinescu    | 290    |